# Palazzo della Zecca Vaticana

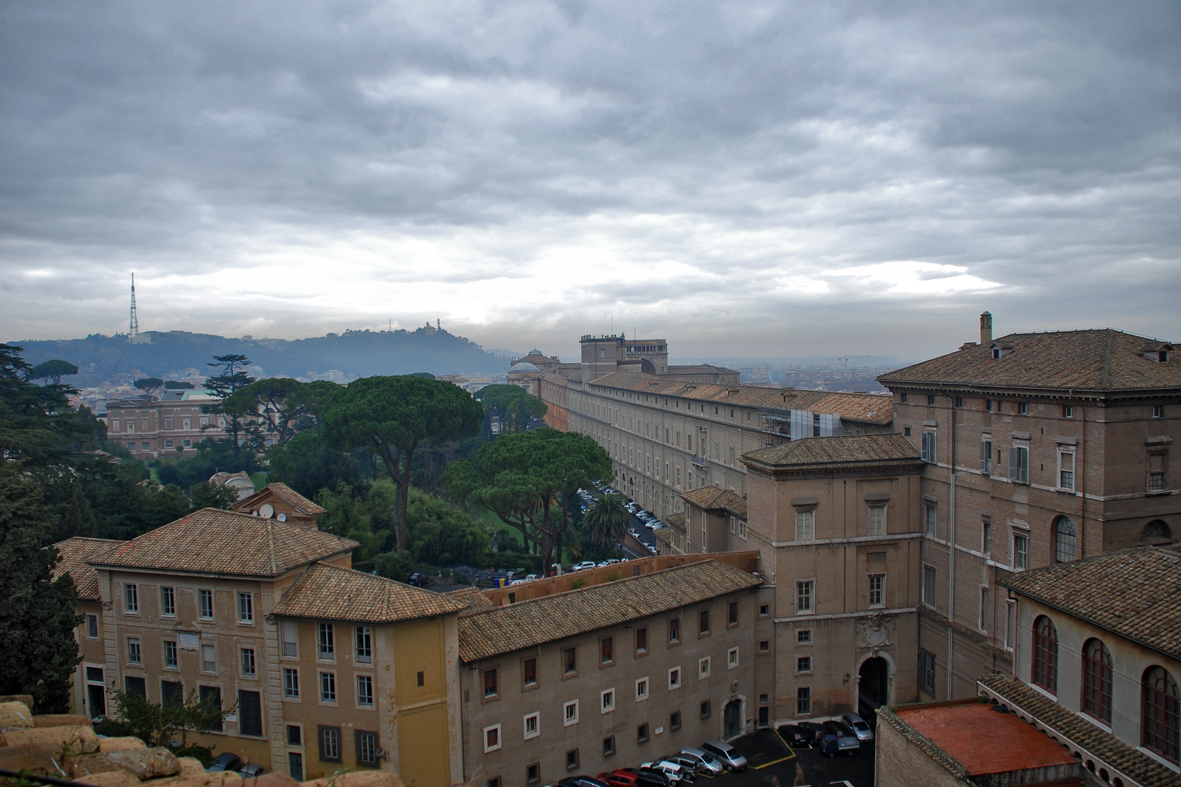
Vista a partir da cúpula da Basílica de São Pedro, com os Museus Vaticanos à direita e o Palazzo della Zecca à esquerda.

Palazzo della Zecca Vaticana é um pequeno palácio localizado no interior dos Jardins do Vaticano construído no século XVI e que passou a abrigar a casa da moeda papal no século seguinte por ordem do papa Alexandre VII, que até então ficava no Palazzo della Zecca Vecchia, no rione Ponte.